# Ajaz Ahmed
Ajaz Ahmed (født 1976) er en pakistansk landmand, der hævder at være verdens højeste nulevende menneske, og højeste mand i moderne tid. Han kommer Bakkhar landsby i Daryakhan, Punjab, og hævder at være 2,74 m (9,0 ft). Ahmed er et offer for hormonal funktionssvigt. Han lider af en ortopædisk problem, som ramte hans højre ben, efter at han blev opereret for et hofte-knoglebrud. Som en landmand fra et landdistrikt familie, kom han i kontakt med en pakistansk socialrådgiver, Talat Mehmood, der hjalp ham med at komme i kontakt med Qamruddin Ansari, lederen af Ghulam Shabbir, og indehaveren af Guinness Record for den største sko størrelse ( USA størrelse 452) og den afdøde Alam Channa, verdens højeste mand på dette tidspunkt.